# Smile (альбом Ані Лорак)
«Smile» (укр. «Усмішка») — восьмий альбом української співачки Ані Лорак.

## Список пісень
1. «Right away»
2. «Smile»
3. «A little shot of love»
4. «Car song»
5. «To be on top»
6. «Don't talk about love»
7. «Untie me»
8. «Why»
9. «Tell me lie»
10. «13»
11. «The best»
12. «Розкажи»
13. «Чекаю»